# Іпіранга (спортивний клуб, Салвадор)
«Іпіранга» (порт. Ypiranga) — бразильський футбольний клуб, який базується в місті Салвадор, штат Баїя. Заснований 7 вересня 1906 року. Кольори — жовтий і чорний.
Маючи 10 титулів ліги Баїяно, він займає третє місце за кількістю титулів у чемпіонаті штату Баїя, поступаючись Віторії та Баїї, які мають 27 та 45 титулами відповідно.

## Історія
Клуб Іпіранга було створено 7 вересня 1906 року, на основі клубу «Sport Club Sete de Setembro», який було засновано 17 квітня 1904 року. Це одна з найстаріших футбольних команд у Баїї.
Команда вперше взяла участь у Лізі Баїяно в 1914 році, посівши третє місце. Зрештою, команда виграла свій перший титул у 1917 році, завершивши чемпіонат без програних матчів Після цього команда виграла ще дев'ять титулів, останній з них у 1951 році. Незважаючи на те, що Іпіранга є однією з найбільш традиційних команд у Баїї, вона не брала участі в чемпіонаті Бразилейро на жодному рівні. У 1999 році клуб Іпіранга опустився до другого дивізіону чемпіонату Баяно і з тих пір не повертався до першого дивізіону.

## Досягнення

### Регіональні
- Torneio dos Campeões do Norte–Nordeste[pt]
  - Переможці (1): 1951

### Державні
- Ліга Баїяно:
  - Ліга Баїяно (10): (1917*, 1918*, 1920, 1921*, 1925*, 1928*, 1929*, 1932*, 1939 and 1951.)
  - Друге місце (10): (1915, 1924, 1926, 1927, 1931, 1933, 1937, 1938[4], 1946 and 1949.)
- Campeonato Baiano Second Division[en]: 2 рази (1983, 1990*).

* без програних матчів.